# سوسانا إغر
سوسانا إغر (بالألمانية: Susanna Eger)‏ هي كاتِبة وطباخة ومؤلفة ألمانية، ولدت في 1640، وتوفيت في 1713 في لايبزيغ في ألمانيا.